# Aphelinus
Aphelinus is een geslacht van vliesvleugeligen uit de familie Aphelinidae. De wetenschappelijke naam van dit geslacht is voor het eerst geldig gepubliceerd in 1820 door Dalman.

## Soorten
Het geslacht Aphelinus omvat de volgende soorten:
- Aphelinus abdominalis (Dalman, 1820)
- Aphelinus acuminatus Hayat, 1998
- Aphelinus albipodus Hayat & Fatima, 1992
- Aphelinus ancer Hayat, 1990
- Aphelinus annulipes (Walker, 1851)
- Aphelinus argiope Walker, 1839
- Aphelinus asychis Walker, 1839
- Aphelinus atriplicis Kurdjumov, 1913
- Aphelinus aureus Gahan, 1924
- Aphelinus automatus Girault, 1911
- Aphelinus babaneuri Japoshvili, 2009
- Aphelinus basilicus Hayat, 1998
- Aphelinus campestris Yasnosh, 1963
- Aphelinus ceratovacunae Liao, 1987
- Aphelinus certus Yasnosh, 1963
- Aphelinus chaonia Walker, 1839
- Aphelinus circumscriptus (Ratzeburg, 1852)
- Aphelinus confusus Kalina, 1977
- Aphelinus coracinus Chervonenko, 1997
- Aphelinus curvifasciatus Huang, 1994
- Aphelinus daqingensis Li & Langor, 1998
- Aphelinus daucicola Kurdjumov, 1913
- Aphelinus demyaati Abd-Rabou, 2005
- Aphelinus desantisi Hayat, 1972
- Aphelinus dies Girault, 1913
- Aphelinus engaeus Prinsloo & Neser, 1994
- Aphelinus ficusae Prinsloo & Neser, 1994
- Aphelinus flaviventris Kurdjumov, 1913
- Aphelinus flavus (Nees, 1834)
- Aphelinus fulvus Yasnosh, 1963
- Aphelinus fusciscapus (Förster, 1841)
- Aphelinus fuscus Chervonenko, 1997
- Aphelinus gillettei (Howard, 1914)
- Aphelinus gossypii Timberlake, 1924
- Aphelinus hongkongensis Hayat, 1994
- Aphelinus hordei Kurdjumov, 1913
- Aphelinus howardii Dalla Torre, 1898
- Aphelinus huberi Hayat, 1994
- Aphelinus humilis Mercet, 1927
- Aphelinus hyalopteraphidis Pan, 1992
- Aphelinus japonicus Ashmead, 1904
- Aphelinus jucundus Gahan, 1924
- Aphelinus kurdjumovi Mercet, 1930
- Aphelinus lankaensis Hayat, 1994
- Aphelinus lapisligni Howard, 1917
- Aphelinus literatus Girault, 1915
- Aphelinus longipennis (Förster, 1841)
- Aphelinus lucidus Yasnosh, 1995
- Aphelinus lusitanicus Japoshvili & Abrantes, 2006
- Aphelinus maculatus Yasnosh, 1979
- Aphelinus maculipes (Nikol'skaya, 1952)
- Aphelinus maidis Timberlake, 1924
- Aphelinus mali (Haldeman, 1851)
- Aphelinus mariscusae (Risbec, 1957)
- Aphelinus marlatti (Ashmead, 1888)
- Aphelinus megadontus Hayat, 1998
- Aphelinus meridionalis Kalina, 1977
- Aphelinus minutus (Meunier, 1905)
- Aphelinus nepalensis Hayat, 1991
- Aphelinus niger Girault, 1913
- Aphelinus notatus (Ratzeburg, 1852)
- Aphelinus nox Girault, 1913
- Aphelinus paoliellae Viggiani, 1987
- Aphelinus paramali Zehavi & Rosen, 1989
- Aphelinus pax Girault, 1913
- Aphelinus perpallidus Gahan, 1924
- Aphelinus polaszeki Hayat, 1998
- Aphelinus prociphili Carver, 1980
- Aphelinus rhopalosiphiphagus Yang & Chen, 1995
- Aphelinus sanborniae Gahan, 1924
- Aphelinus semiflavus Howard, 1908
- Aphelinus sharpae Hayat, 1998
- Aphelinus siphonophorae (Ashmead, 1888)
- Aphelinus spiraecolae Evans & Schauff, 1995
- Aphelinus subauriceps Girault, 1929
- Aphelinus subflavescens (Westwood, 1837)
- Aphelinus takecallis Li, 2005
- Aphelinus taurus Girault, 1932
- Aphelinus tetrataenion (Erdös & Novicky, 1953)
- Aphelinus thomsoni Graham, 1976
- Aphelinus tiliaphidis Li & Zhao, 1998
- Aphelinus uncinctiventris Girault, 1932
- Aphelinus varipes (Förster, 1841)
- Aphelinus wenshanus Yang & Chen, 1995
- Aphelinus yasnoshae Japoshvili, 2010